# وایلرود
وایلرود (به آلمانی: Weilrod) یک شهر در آلمان است که در هخ‌تاونوسکرایس واقع شده‌است. وایلرود ۶٬۳۸۷ نفر جمعیت دارد.